# كلارنس ويلر
كلارنس ويلر (بالإنجليزية: Clarence Wheeler)‏ هو ملحن أمريكي، ولد في 27 سبتمبر 1885 في والنوت في الولايات المتحدة، وتوفي في 28 ديسمبر 1966 في لوس أنجلوس في الولايات المتحدة.

## روابط خارجية
- كلارنس ويلر على موقع IMDb (الإنجليزية)
- كلارنس ويلر على موقع ديسكوغز (الإنجليزية)
- كلارنس ويلر على موقع قاعدة بيانات الفيلم (الإنجليزية)